# 能量

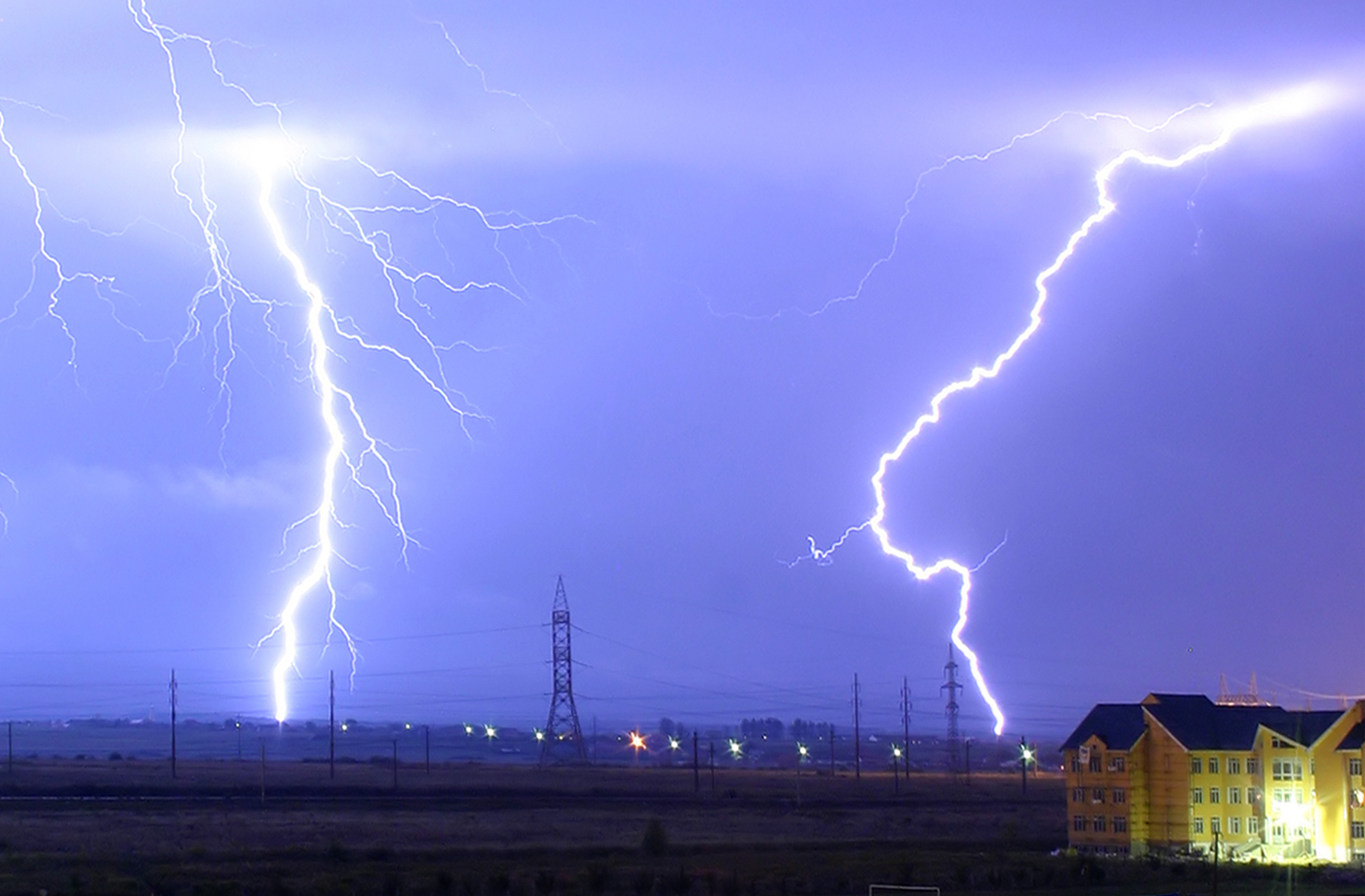
閃電是空氣中的電場強度達到或超過其電擊穿強度而引起的放電現象。當電荷移動一段距離即產生能量的轉移。大氣中的電位能便轉變成了其他能量形式，例如熱能、光、聲音等。

能量（英語：energy，羅馬化：energeia，意为「活動、操作」）在物理學中是一個間接觀察到的物理量。它往往被視為某一個物理系統對其他的物理系統做功的能力。由於功被定義為力作用一段距離，因此能量總是等同於沿著一定的長度阻擋某作用力的能力。
一個物體所含的總能量奠基於其質量，能量如同質量一般，不會無中生有或無故消失。能量就像質量一樣，是一個純量。在國際單位制（SI）中，能量的單位是焦耳，但是在有些領域中會習慣使用其他單位如「千瓦·小時」或簡稱為「千瓦·時」（此即一度電）和千卡和電子伏特，這些也是功的單位。
A系統可以藉由簡單的物質轉移將能量傳輸到B系統（因為物質的質量等效於能量）。然而，如果能量不是藉由物質轉移而傳輸能量，而是由其他方法轉移能量，將會使B系統產生變化，因為A系統對B系統作了功。這功表現的效果如同於一個力沿一定的距離作用在接收能量的系統裡。舉例來說，A系統可以藉由轉移（輻射）電磁能量到B系統，而這會在吸收輻射能量的粒子上產生力。同樣的，一個系統可能藉由碰撞轉移能量，而這種情況下被碰撞的物體會在一段距離內受力並獲得運動的能量，稱為動能。熱可以藉由輻射能轉移，或者直接藉由系統間粒子的碰撞而以微觀粒子之動能的形式傳遞。
能量可以不表現為物質、動能或是電磁能的方式儲存在一個系統中。當粒子在與其有交互作用的力場中受外力移動一段距離，此粒子移動到這個場的新位置所需的能量便如此的被儲存了。當然粒子必須藉由外力才能保持在新位置上，否則其所處在的場會藉由釋放儲存能量的方式，讓粒子回到原來的狀態。這種藉由粒子在力場中改變位置而儲存的能量就稱為位能。一個簡單的例子就是在重力場中往上提升一個物體到某一高度所需要做的功就是位能。
任何形式的能量可以轉換成另一種形式。舉例來說，當物體在力場中，因力場作用而移動時，位能可以轉化成動能。當能量是屬於非熱能的形式時，它轉化成其他種類能量的效率可以很高甚至達百分之百，如沿光滑斜面下滑的物體，或者新物質粒子的產生。然而如果以熱能的形式存在，則在轉換成另一種型態時，就如同熱力學第二定律所描述的，總會有轉換效率的限制。
在所有能量轉換的過程中，總能量保持不變，原因在於總系統的能量是在各系統間做轉移，當某個系統損失能量，必定會有另一個系統得到這損失的能量，導致失去和獲得達成平衡，所以總能量不改變。這個能量守恆定律，是十九世紀初時提出，並應用於任何一個孤立系統。(其後雖有質能轉換方程式的發現，但根據該方程式，亦可以把質量視為能量的另一存在形式，所以此定律可說依舊成立)根據諾特定理，能量守恆是由於物理定律不會隨時間改變而得到的自然結果。
雖然一個系統的總能量，不會隨著時間改變，但其能量的值，可能會因為參考系而有所不同。例如一個坐在飛機裡的乘客，相對於飛機其動能為零；但是相對於地球來說，動能卻不為零。

## 形式

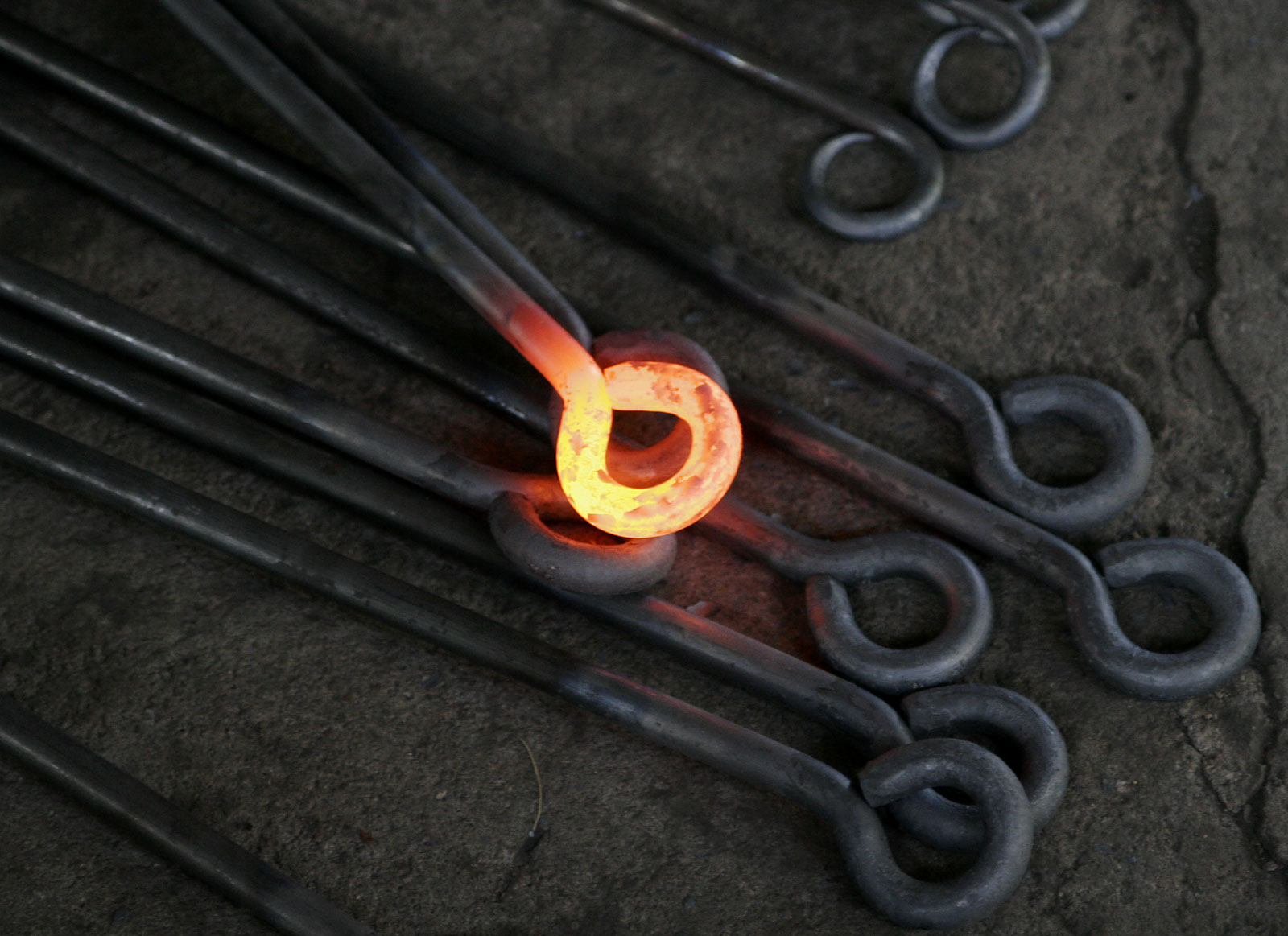
物體提高溫度，本身是增加熱能。

熱量（heat）熱是能量的一種形式，一部分屬於勢能（位能），一部分屬於動能。在物理科學的文章中，有數種形式的能量被定義。這些包括：
- 熱能（thermal energy），在傳導過程中的熱能被稱為熱量（heat）
- 化學能（chemical energy）
- 電能（electrical energy）
- 輻射能（radiant energy），電磁輻射的能量
- 核能（nuclear binding energy）
- 彈性能（resilience）
- 聲能（sound energy）
- 機械能（mechanical energy）
- 光能（light energy）
- 勢能/位能（potential energy）
- 動能（kinetic energy）

這些能量的形式可以概分為兩大類：動能和位能。其他類似的能量形式都是動能和位能的混合。
能量可能在這幾種形式間轉換，有些能量的轉換效率可達100％，有些則不行。能把這些不同的能量互相轉換的機器稱為能量變換器（transducer）。
以上幾種已知的能量形式不一定涵蓋所有自然界的能量。只要科學家發現某些違反能量守恆的現象，新的能量形式亦會隨之提出。如暗能量（dark energy）——遍布全宇宙並加快宇宙擴張速度的假設能量。
在古典力學中，位能和動能之間是有所區別的，位能為一物體所在位置的函數，而動能則與物體的位移速度有關。位置與位移都有其特定的參考坐標：這通常為地球表面上（即陸地上）的任意一點。科學家試圖用古典力學將所有的能量形式分類為動能和位能兩種。但這是錯誤的，也不是最簡化的分類。
理查德·費曼指出：這些動能和位能的概念都取決於尺度的大小。例如，宏觀尺度的動能和位能可以說是不包括熱能的。化學位能也是個宏觀概念，更仔細的檢驗顯示其為原子和亞原子的動能和位能的總和。相同的情況也適用於核位能和其他形式的能量。當我們考慮的問題只涉及一種尺度，那麼這個尺度的相依性並不會造成困擾；但是當問題涉及了不同尺度時，例如摩擦使巨觀的功轉換成微觀的熱能，在這樣的情形下就容易發生混淆。

## 歷史
能量的英文「energy」一字源於希臘語：（energeia），該字可能首次出現在公元前四世紀亞里士多德的作品中。
能量的概念出自於戈特弗里德·莱布尼茨的生活力（拉丁語：vis viva）想法，而它的定義是一個物體質量和其速度的平方。他相信總是守衡的。為了解釋因摩擦而令速度減緩的現象，萊布尼茲的理論認為熱能是由物體內的組成物質隨機運動所構成，而這種想法和艾薩克·牛頓一致，雖然這種觀念經過一個世紀才被普遍接受。在1807年，托馬斯·楊可能是第一個使用能量這個字來取代的人。賈斯帕-古斯塔夫·科里奧利在1829年提出了「動能」；而在1853年，William Rankine提出了位能這個詞。對於能量是一種物質，還是像動量般只是一個物理量，這個問題爭論了幾年。
威廉·湯姆森，第一代開爾文男爵將以上這些定律合併到了熱力學的定律中，並促成了魯道夫·克勞修斯、約西亞·吉布斯和瓦爾特·能斯特三人在化學反應解釋上的快速發展。另外也導出了克勞修斯所提出的熵的數學公式，以及由Joef Stefan提出的輻射能的定律。
1961年，理查德·費曼在加州理工學院一個以大學生為對象的課程中，以如下的方式描述了能量的概念：
有一個事實，那就是有一個到目前為止掌控了我們所知道的自然現象的定律，而這個定律在我們所知範圍內沒有任何的例外，而且據我們目前所知，它是準確的。這個定律被稱為能量守恆。它說明了有一個特定的物理量，我們稱之為「能量」。這量在自然狀態經歷了各種變化後，並不會改變。這是一個最抽象的概念，因為它是一個數學的原理：它說明了有一個數值量在一些事件發生時不會改變。它並不是任何物理過程或者具體事物的描述；它僅僅是一個奇怪的事實：我們可以先對系統計算一些數值，而當系統經歷了一些變化之後，我們同樣的再去計算那些數值，結果會發現數值和一開始的時候是相同的。——費曼物理學講義
自1918年開始，人們知道能量守恆是能量的共軛量、時間的平移對稱所得到的數學上的自然結果。也就是說，能量之所以守恆是因為物理定律無法區別不同的時間瞬間所造成（見諾特定理）。

## 單位
在整個科學的歷史裡，能量曾以許多不同的單位表示，例如ergs和calories。而今，測量能量的國際標準認證單位是焦耳。除了焦耳，其他的能量單位有千瓦時（kWh）和英國熱量單位（Btu）。這兩個都是用來表達較大的能量單位。一千瓦時等同於三百六十萬焦耳，而一英國熱量單位等同於 1055 焦耳。

## 其他學科
能量的概念以及其轉移，對於解釋和預測大部分的自然現象是有用的。能量的轉移方向通常由熵來描述。而由於熱力學定律的限制，使得能量不可能在宏觀的尺度上由低處往高處流，所以在統計上，能量或是物質不會自發的移動成為較高密度的形式，或者集中到較小的空間。
能量的概念廣泛的存在於各學科之中：

### 在化學方面的應用
在化學方面，物質是由原子、分子或者許多分子聚集而構築的，因此能量是物質的一個特質。因為化學反應總是伴隨著組成結構上的變化，也就牽涉到能量的吸收與放出。由於這些能量是透過光或者熱在環境及反應物間轉移，因此，生成物的能量可能會大於或小於反應物的能量，而如果最終狀態的能量低於最原始狀態，便稱為放熱，反之則為吸熱。化學反應無法自行發生，除非克服稱為活化能（E）的能量障礙；根據波茲曼分布因子e−E/kT（也就是分子在給定的溫度 T 下，能量大於或等於活化能的機率），化學反應速率與活化能是相關的。而反應速率對溫度的關係被稱之為阿瑞尼斯方程式 （最早由荷兰化学家、诺贝尔奖获得者范特霍夫在1884年根据实验结果归纳得出）。另外，化學反應所需的活化能可以以熱能的形式存在。

### 在生物學方面的應用
在生物學方面，能量是任何生物生存所必需的。在生物體中，能量驅動了下至每一個細胞上至所有多細胞有機體所表現的生命現象。並透過如碳水化合物（醣類等），酯質和蛋白質等分子，儲存在細胞中，並在呼吸氧氣進而進行呼吸作用時，自化學鍵中釋放出來。以人類來說，人類的代謝當量（人體能量轉換）顯示，一定的能量消耗是被用來維持人類的新陳代謝。假設一個人類平均每天消耗12500kJ，而以基礎代謝率80瓦。舉例來說，假設我們身體以80瓦消耗（平均）在運行，此時一個100瓦的燈泡的運作，就相當於人類80瓦的1.25倍（100÷80）。對於一個為時數秒的艱難任務，人類可以產生千瓦的功率；假設任務持續幾分鐘，一個正常人或許可以產生1000瓦特，如果在維持一小時活動的前提下，輸出功率大概下降到300左右，至於一整天的活動，150瓦已經算相當大。人體的代謝當量，幫助我們了解能量在物理和生物系統間的變換，提供我們以具體化的指標。
這顯示生命體明顯低效率（以物理觀點來看）地使用得到的能量。而大部份的機械則能夠更有效地使用。一生命體將能量轉換成熱，最主要的目的是為了讓有機體的組織有序排列。根據熱力學第二定律，任何系統均有趨向混亂失序的傾向：為了要將能量（或物質）集中在一特定地方，需釋放更多的能量（如熱）到外界。以在維持自身結構的狀態下使整體的亂度滿足定律要求。
在食物鏈的第一個環節裡，大約有124.7Pg/a的碳用來進行光合作用，64.3Pg/a（52%）的碳作為綠色植物代謝用途，即是轉換回二氧化碳和熱。

### 在地球科學方面的應用
在地質學方面，大陸飄移、山脈、火山和地震等自然現象，都可以根據能量在地球內部的轉換來解釋；而風、雨、冰雹、雪、閃電、龍捲風、颶風等氣象現象，是由太陽能作用在地球大氣，所造成的能量轉換的結果。

### 在天文學方面的應用
在物理宇宙學方面，恆星、新星、超新星、類星體、伽瑪射線暴等現象，都是物質所轉換的輸出能量。所有恆星（包括太陽）都是以質能轉換為能量來源的。星際氣體因引力聚縮，產生足夠壓力後便啓動了核融合反應，反應中總質量虧損，釋放出能量。

而太陽的能量最終有一部份傳播到地球上，驅動了從水循環到光合作用等現象，間接供給了所有參與碳循環的生命形式。
創造宇宙的大爆炸同時釋放出巨大的能量，產生第一批的物質和反物質，隨著宇宙擴張，溫度下降，容許了夸克之間，核子之間的結合，最後允許原子核捕捉游離的電子，第一批原子於焉誕生。原本游離的電子雲於是消散，容許了最初的光傳播於宇宙中。

### 和功率的差別
功率並非和能量完全相同，功率是指能量轉換時的速率，（或者可說是功在執行時的速率）。因此一個讓水壩上的水通過渦輪機的水力發電廠，會將水的位能轉換成動能，最後再轉換成電能。在這過程中每單位時間所產生的電能便稱之為電功率。相同的總能量在更短的時間內通過會造成更大的功率。

## 轉換
不同形式的能量間通常能透過工具的輔助而彼此轉換，例如電池能把化學能轉換成電能；水壩能把重力位能轉換成動能並最終透過發電機轉換成電能。相同的，在氧化反應的例子裡，化學能轉換成動能和熱能（有時包括光能和聲能）。鐘擺也是一例。鐘擺在最高點的動能為零而重力位能為最大值，但是在最低點的動能為最大值而重力位能為最小。假設鐘擺機件間沒有任何摩擦力，則能量之間的轉換是完美的，所以鐘擺將永遠保持擺盪。

### 能量與質量轉換守恆
在一個動量為零（mv=0 表示v=0）的密閉系統中，能量（E=m{\displaystyle v^{2}}/2）會使質量增加。質能方程式可以描述質量與能量的關係。公式{\displaystyle E=mc^{2}}，是愛因斯坦用相對論的概念所推導出的，能量和質量之間的關係。在其他的理論中，類似的公式也被J. J. Thomson（1881）、Henri Poincare（1900）、Friedrich Hasenohrl（1904）等人推算出來。（詳情請見質能等價）
物質可被轉換成能量（反之亦然），但能量不會被破壞；能量在任何物質和能量的轉換中都不會消失（只會化為質量的形式存在）。而相對於日常所接觸到的能量尺度來說{\displaystyle c^{2}} 是很大的，例如一公斤的物質全部轉換成能量（如熱，光或其他輻射）可以釋放極大量的能量 （~{\displaystyle 9\times 10^{16}} 焦耳 = 21百萬噸的TNT），遠超過現行核反應器和核武器短時間內釋放的能量。相反的，一單位能量僅相等於極小的質量，因此大部份的反應裡很難利用重量來計算質量的流失，除非其反應所牽涉到的能量非常巨大。

### 可逆和不可逆的轉換
將能量轉換成有用的功是熱力學的重要課題。在大自然界裡，能量的轉換可以分成兩類：可逆的與不可逆的。可逆的熱力學過程不會有能量的損耗。例如，不同位能形式之間的轉換是可逆的，例如前文所提到的鐘擺運動。而當一個過程中有熱產生的時候，一部分的能量將不能完全恢復成可利用的能量，此時便歸類不可逆。

### 能量轉換和宇宙的年齡
隨著宇宙的演化，越來越多的能量被困在不可逆的狀態裡（如熱或其他無序的能量形式），這就是熱寂理論。熱寂理論是猜想宇宙最終命運的一種假說。根據熱力學第二定律，作為一個獨立系統，宇宙的熵會隨著時間的流逝而增加，由有序走向無序，當宇宙的熵達到最大值時，宇宙中的其他有效能量已經全數轉化為熱能，所有物質溫度達到熱平衡。這種狀態稱為熱寂。這樣的宇宙中再也沒有任何可以維持運動或是生命的能量存在。

### 陽光之於能量
陽光驅動了許多天氣現象。其中一個說明太陽驅動天氣的例子就是颱風，颱風發生在大面積且不穩定的溫暖海洋，當太陽加熱海水，蒸發上升的水氣釋放熱能，而形成持續幾天的活躍天氣系統，也就是颱風。太陽光也會被植物所吸收利用，在光合作用中轉換為化學能(使二氧化碳和水轉換成高能量的化合物，如葡萄糖)。植物也會在光合作用的過程中釋放氧氣，而氧氣被生物所利用做為電子受體，用以釋放儲存在碳水化合物、脂類和蛋白質的能量。

## 能量守恒
能量必須遵守能量守恆定律。根據這個定律，能量只能从一种形式变为另一种形式而无法憑空產生或者是消滅。能量守恆是時間的平移對稱性得出的數學結論（參閱諾特定理）
根據能量守恆定律，流入的能量等於流出的能量加上內能變化。
此定律是物理界中相當基本的準則。依照時間的平移對稱性，宇宙中絕大部分現象都可以獨立於時間變化之外，因此想將昨天、今天和明天發生的現象區分開來，事實上是不可能的。
這是因為能量是時間的正則共軛（canonical conjugate）量，數學上它們便存在了不確定性：要在有限的時間間隔裡定義精確的能量值是不可能的。但這種不確定性不應該和能量守恆搞混。更準確來說，它提供了原則上可以被定義和測量的能量的數學極限值。
在量子力學中能量會以Hamiltonian算符來表示。在任何時間範圍裡，能量中的不確定性會以
{\displaystyle \Delta E\Delta t\geq {\frac {\hbar }{2}}}
來計算。這跟海森堡的測不準原理非常類似，但並非真正數學上的相同，因為H 和t不論在古典或量子力學中皆不是共軛之變數.。

## 觀念的應用
能量必須遵守「守恆定律」，也就是說不論測量或計算一個粒子系統的能量，其粒子間的行為和時間無關，它的系統總能量永遠保持一定。
- 一個系統的總能量可以被細分成不同類型，並以不同方法來歸類。比方說，有時候把位能從動能區中區分開來會比較方便。也有時建立重力位能、電能、熱能和其他形式的能量是相對方便的。這些分類定義可能會重疊，像是熱能就可以由部分動能和部分位能所組成。
- 能量的轉換也有很多形式，常見的例子如：功、熱流和移流（advection），這部分會在下一個小節討論。

在古典物理中，能量被認為是一種純量，它和時間的導數有關。在狹義相對論中，能量亦是純量（雖然它不是勞倫茲純量（Lorentz scalar），但時間卻是四維動量中的組成份子之一）。換句話說，能量在空間的循環下是固定不變，但在不保證在時間和空間的循環下，依然是不變。

## 傳輸
因為能量必須守恆，且只要能被定義，連局部的能量也將守恆。因為能量在系統與相鄰區域中的能量傳輸就是功。常見的例子就是機械功，僅考慮簡單的情境，可以將方程式寫成：
| {\displaystyle \Delta {}E=W} |  | 1 |

當沒有其它能量變化時，{\displaystyle E}代表所有傳輸的能量總合，{\displaystyle W}則代表系統內所作的功。
更普遍而言，能量傳輸可分為兩類：
| {\displaystyle \Delta {}E=W+Q} |  | 2 |

其中{\displaystyle Q}代表系統增加的熱能。
一個開放系統要得到或損失能量有許多方式，比如在一個化學系統中，可加入各種含有化學能的物質以增加能量；上緊時鐘的發條可以增加機械能，這些能都可以被增加到上述的方程式，它們都可被歸類在“能量增加項（{\displaystyle E}）”（"energy addition term {\displaystyle E}"）中，{\displaystyle E}表示穿過部分或系統的表面積的任何形式的能量。除了上述這些，還有許多例子，比方說增加粒子流的動能到系統中或是加入雷射光的能量到系統中，在此不討論加入的能量是作功還是熱能的形式。故可將方程式改寫成：
| {\displaystyle \Delta {}E=W+Q+E} |  | 3 |

其中E代表其他外加能量，不包含系統所做的功或是外加的熱。
能量亦可從位能（{\displaystyle E_{p}}）轉成動能（{\displaystyle E_{k}}）再換回位能。這是因為力學能守恆。在這類型的封閉系統裡，能量不會增加或減少，因此初始的總能量和最終的總能量必定相同。它可被表示成：
| {\displaystyle E_{pi}+E_{ki}=E_{pF}+E_{kF}} |  | 4 |

由於{\displaystyle E_{p}=mgh}（質量乘以重力加速度乘以高度）和{\displaystyle E_{k}={\frac {1}{2}}mv^{2}}（質量的一半乘以速率平方），能量總值可透過將二者加起來{\displaystyle E_{p}+E_{k}=E_{total}}求得。

## 能量和運動定理
古典力學中，因為能量是一守恆量，不論在概念或數學形式上它都是非常有用的特性。有些公式更是以能量為核心觀念而改進。

### 哈密頓等式
有時候一個系統的總能量可以用“哈密頓等式”來表示。不論是複雜或是抽象的系統皆可以以此表示之，這些等式和非相對性的量子力學有明顯的相似處。

### 拉格朗日量
另一和能量相關的觀念便是“拉格朗日量”。它甚至比哈密頓量更基本而且可用來導出運動方程式。這一詞是在古典力學中被發明，卻普遍使用於近代物理。“拉格朗日量”被定義成動能和位能的差。在非保守的系統中（像是有摩擦力的系統），拉格朗日量比哈密頓在使用上更方便。

### 諾特定理
諾特（第一）定理指出任何具有可微分的對稱性運動的物理系統都有一個相對應的守恆定理。
諾特定理是討論現代理論物理和變分法中相當重要且基本的工具。依照哈密頓等式和拉格朗日量所歸納出的方程式得知：諾特定理不適用於不遵守拉格朗日的系統。舉例來說，一個有連續對稱性但分散的系統是沒有相對應的守恆定律。

## 能量及熱力學

### 內能
內能是創造物體系統所必須的能量。它指的是系統中微觀能量的總和，而且和位能（比如說：分子結構、晶體結構及其他幾何結構）和微粒的運動產生的動能有關。熱力學主要在在討論內能的變化值，而非內能的絕對數值（絕對數值不可能單只靠熱力學即可決定）。

### 熱力學定律
根據熱力學第二定律，功可以完全轉換成熱，但反之不成立。這是由統計力學得出的結論。熱力學第一定律闡述能量是守恆的且熱算是能量的一種形式。常用來解釋熱力學第一定律的例子是壓力及熱的轉換。在這類系統中，能量的微小變化可以表示為：
{\displaystyle \mathrm {d} E=T\mathrm {d} S-P\mathrm {d} V\,}，
右邊第一項代表轉換進入系統的熱能，為溫度（T）及熵（S）的函數（此系統在加熱過程中，熵會增加，且變化量dS是正值）；第二項則表示作用在系統的“功”（P是壓力；V是體積），冠以減號是因為功作用於壓縮系統時體積會改變，因此dV是負值。
雖然這個式子常在熱力學被用作解釋能量守恆的範例，但它實際上可說是特例，因為所有熱以外的能量形式都必須忽略（比如說：化學能、電能和重力位能...等），而且等式中有一個變數和溫度有關。最普遍的第一定律敘述（即能量守恆）是不需要考慮溫度的。能量有時會這樣表示：
{\displaystyle \mathrm {d} E=\delta Q+\delta W}，
但嚴格來說這是不符合規定的，因為右側的Q和W無法用於熱力學的正式敘述裡。

### 能量均分定理
一個機械的簡諧振子所含有的能量在動能和位能間互相轉換而形成的簡諧振盪（例：彈簧系統）中,一個週期裡有會有兩個時間點是能量全部轉換成動能；兩個點全部轉換成位能。在一個或多個循環中，淨能會分布於動能與位能間。此稱為能量均分定理。一個有許多自由度的系統所含的能量會均分在所有有效的自由度中。
這個定理對於了解“熵”有很大的幫助，“熵”是評估能量於各部分系統亂度的方法。當一個孤立系統被給予更多自由度時（例：給系統一個新的能階，這個能階和舊的能階完全一樣），總能量會平均分給“所有”可用的自由度，不會因為是“新”或“舊”而有差別，這結果被稱為熱力學第二定律。

### 功和虛功
功是力乘以位移，也是能量的其中一種形式。
{\displaystyle W=\int _{C}\mathbf {F} \cdot \mathrm {d} \mathbf {s} }
以上公式表示功（W）等同於力沿曲線C 的線積分（詳情請見機械功的文章）。

### 量子力學
在量子力學中我們可以定義出能量運算子，而能量運算子跟波函數的時間微分有關係。薛丁格方程式中能量運算子等於粒子或是系統裡的所有能量，因此可將其定義成在量子力學中測量能量的方法。薛丁格方程式可以用來形容非相對論量子系統的波函數，此方程式在侷限系統中的解是不連續的，在這邊即可引入能階和量子的概念。對於振子和任何真空中的電磁波而言，薛丁格方程式的解所得到的能態與頻率有關，可由普朗克方程式E＝hν（h為普朗克常數，ν為頻率）將它們作一個連結。因此，對電磁波而言這些能態稱為光的能量量子化或是光子。

### 相對論
當計算相對論中的動能時（一物質從靜止加速到一定速率所做的功）——需利用勞侖茲轉換而非牛頓力學，愛因斯坦由這些計算裡發現一意想不到的結果，就是有一能量項即使在速率為零時也不會是零。他將該項能量命名為靜止能量——即使在靜止時，所有物質都具備的能量。能量的大小與物質質量成正比：
{\displaystyle E=mc^{2}}
其中
m為質量，
c為真空時的光速，
E為靜止能量，
例如，研究電子與正子的湮滅時，兩個單一粒子的靜止質量被銷毀了，產生沒有質量的慣性光子，但在慣性系統中仍具有兩個粒子的質量，仍符合能量守恆（由於所有的能量與質量有關）。相反地，兩個（或更多）的光子消滅會成對的產生電性相反的粒子。然而，在這些反應中系統的質量和能量總和並不改變。
在廣義相對論中，應力-能量張量（為描述能量與動量在時空中的密度與通量，其為牛頓物理中應力張量的推廣）為重力場的源，有點類似牛頓重力理論中質量是重力場源一般。
我們常常可以聽到能量“相等於”質量。更準確地說，每個能量其實都擁有慣性和萬有引力的等價項，因為質量也是一種能量形式，所以質量也與慣性和萬有引力有關。
从宏观角度看：能量是凭借质量而稳定存在的；从微观而言：任何可观测量的熵总是在不断增加。

## 測量

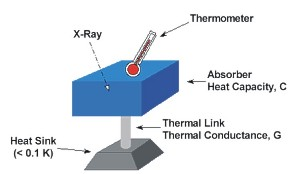
熱量表的示意圖——科學家們用來測量能量的儀器。

由於能量被定義為物體做功的能力，因此沒有儀器能夠測量能量的確切值。能量只能夠在一系統的狀態轉變時被測量出來，因此能量是在一相對情況下才能被測量的。量測的起始點一般而言是可以任意選定的，如此一來可以更方便的簡化量測問題。

### 條件
測量能量的條件通常都是根據科學原理常用到的描述量，即質量、距離、輻射、溫度、時間、電荷和電流。
一般測量熱能使用的技術是熱量測定——利用溫度計測量溫度或利用測輻射熱計測量輻射強度的熱力學技術。

### 能量密度
能量密度是用來表示在特定的系統或空間每單位體積的所儲藏之有用的能量。對於燃料而言，每單位體積的能量是很有用的參數。在一些應用中，如比較氫氣燃料和汽油的效率，氫氣比汽油具有更高的比能（specific energy，單位質量的能量）。但即使是在液態形式，氫的能量密度亦較低。

## 備注
1. ↑  Harper, Douglas. . Online Etymology Dictionary.   [2007-05-01]. （原始内容存档于2007-10-11）.
2. ↑  Ito, Akihito; Oikawa, Takehisa (2004). "Global Mapping of Terrestrial Primary Productivity and Light-Use Efficiency with a Process-Based Model. （页面存档备份，存于）" in Shiyomi, M. et al. (Eds.) Global Environmental Change in the Ocean and on Land. pp. 343–58.

## 外部連結
- （英文）Conservation of Energy （页面存档备份，存于）
- （英文）能量與生活 （页面存档备份，存于）
- （英文）What does energy really mean? 物理世界 （页面存档备份，存于）